# Премингер, Инго
Инго Премингер (нем. Ingwald Preminger; 25 февраля 1911, Черновцы, Австро-Венгрия (ныне Украина) — 6 июня 2006, Пасифик-Палисейдс, Калифорния, США) — американский продюсер.

## Биография
Родился в семье Маркуса Премингера и Жозефы Френкель. Перед эмиграцией в США учился в Вене на юриста.
Брат — режиссёр и продюсер Отто Премингер.
В браке со своей женой Кейт Инго прожил более семидесяти лет. Дочь, Ева Премингер, — судья в Нью-Йорке.

## Фильмография
- 1970 — Военно-полевой госпиталь / MASH
- 1972 — Top Secret (The Salzburg Connection)
- 1977 — The Last of the Cowboys

## Награды и признание

### Номинации
- Премия «Оскар»
  - 1970 — номинация на лучший фильм (за фильм «Военно-полевой госпиталь»)